# 東京共同住宅協会
公益社団法人東京共同住宅協会（とうきょうきょうどうじゅうたくきょうかい）は、日本の公益社団法人である。

## 概要
1969年の発足。以来45年余にわたり民間賃貸住宅経営者・入居者・住宅関係企業を支援しつづけている公益団体。
発足以来、木造老朽アパート建替えの長期低金利融資制度の実現や、アパート用地の固定資産税の減免、減価償却の割増償却、長期譲渡所得の課税の特例、事業用資産の買替え特例など民間住宅に関する制度・税制の改善に大きく貢献。
また、近年の土地・不動産を取り巻く複雑・多様化した経営環境の推移を的確に把握し、敏速に対応するべく日頃より賃貸経営者との結束を深め、過去45年余の知識と経験を活かし、相談会やセミナー、機関紙の発行など積極的な公益活動を続けている。また、障害者グループホームの開設活動にも積極的な取り組みをしている。

## 目的
国及び東京都の住宅政策に協力し、共同住宅の健全な進歩発展と経営者の意識の高揚を図り、住宅事情の改善と社会福祉の増進に寄与することを目的としている。

## 活動
下記を協会の活動内容としている。
1．賃貸経営者、入居者、事業関係者が円満な関係を構築するための共同住宅全般に関する調査と研究 
2．共同住宅全般に関する講習会等の開催
3．共同住宅に関する相談及び指導
4．機関紙の発行と配布
5．土地活用プランナー養成講座、試験及び資格認定事業
6．他団体との交流
7．首都圏の賃貸住宅の耐震化を支援する事業
8．震災時における県都への空室情報提供協力事業

## あゆみ
1969年12月、社団法人東京住宅協会設立の許可、初代会長に小宮光子氏が就任。以降、アパート経営会議の開催や民間賃貸住宅経営・管理システムの標準指針の作成、住宅経営振興政策小委員会の開催など、賃貸住宅を経営するオーナーに向けての啓蒙活動を開始する。
1999年8月、東住協の経営理念を発表。定期借家権特別セミナーや定期借家権賃貸住宅契約セミナー等、オーナー向けのセミナーを開催。2002年9月、東京都と「震災時における民間賃貸住宅の一時提供に関する覚書」を締結。
2008、年第1回「無料街頭相談会」を開催する。同年に「東京都耐震化推進都民会議」が発足し、東京共同住宅協会が参画する。2011年3月、公益社団法人と認定され、2015年に「土地活用プランナー養成講座・認定試験」が開始される。2017年5月、内閣府の認定法人へ移行した。
<歴代会長(任期)>
・初代：小宮光子(昭和44年12月～昭和50年)
・第2代：高橋福市(昭和50年～52年)
・第3代：江村光一(昭和52年～平成3年)
・第4代：桑原春三(平成3年～平成9年)
・第5代：名取久仁（平成9年～平成13年）
・第6代：高橋茂（平成13年～平成15年）
・第７代：桑原公平（平成15年～平成18年）
・第8代：手塚進一郎（平成18年～平成19年）
・第9代：谷崎憲一（平成19年～令和2年）
・第10代：石川修司(令和2年～現在)